# This Time (canção de Kiara)
"This Time" é uma canção/single performada em dueto pela cantora de R&B de Detroit, Kiara e a cantora Shanice. Tormou-se um hit, e fico em #2 no gráficos americanos de R&B, faltando apenas a primeira posição, que pertencia ao single do grupo New Edition, "Can You Stand the Rain". Foi composta por Charlie Singleton e produzida por Nick Martinelli. Um videoclipe da música foi filmado.

## Lista das faixas
12" single
A1. "This Time" (Extended Remix) (6:13)
B1. "This Time" (Single Remix) (4:26)
B2. "Strawberry Letter 23" (4:02)

## Posições nos gráficos musicais
| Gráfico                                        | Posições |
| ---------------------------------------------- | -------- |
| EUA Billboard Hot 100                          | 78       |
| EUA Billboard Hot R&B/Hip-Hop Singles & Tracks | 2        |
| UK Singles Chart                               | 81       |